# ATP German Open 1997
Il German Open 1997 è stato un torneo di tennis giocato sulla terra rossa. È stata la 91ª edizione dell'Hamburg Masters, che fa parte della categoria ATP Super 9 nell'ambito dell'ATP Tour 1997. Si è giocato al Rothenbaum Tennis Center di Amburgo in Germania, dal 5 al 12 maggio 1997.

## Campioni

### Singolare
Andrij Medvedjev ha battuto in finale  Félix Mantilla con il punteggio di 6–0, 6–4, 6–2.

### Doppio
Luis Lobo /  Javier Sánchez hanno battuto in finale  Neil Broad /  Piet Norval con il punteggio di 6–3, 7–6.